# 273

273(이백칠십삼)은 272보다 크고 274보다 작은 자연수다.

## 수학
- 합성수로, 그 약수는 1, 3, 7, 13, 21, 39, 91, 273이다. 진약수의 합은 175이므로, 273은 부족수다.
- 28번째 쐐기수(서로 다른 세 소수(素數)의 곱으로 이루어져 있고, 제곱 인수가 없는 정수)다. 앞의 쐐기수는 266, 다음 쐐기수는 282이다.
  - 6번째 홀수 쐐기수다. 앞의 홀수 쐐기수는 255, 다음은 285다.
- {\displaystyle 2^{12}-1}은 273으로 나누어떨어진다.
- 이진법과 십육진법의 회문수다.

## 과학
- 절대 영도는 섭씨 영하 273.15도다. 존 케이지의 〈4분 33초〉는 여기서 유래한 것이다.
- 샤를의 법칙에서 온도가 1도 증가할때 부피는 그 물체의 1/273씩 증가한다.
- NGC 273(영어판): 고래자리 방향에 있는 렌즈형은하.

## 교통
- 일본 273번 국도(일본어판): 홋카이도 오비히로시에서 가토군 가미시호로정까지 이어지는 일본의 국도.
- 현도 제273호선

## 군사
- U-273(영어판): 제2차 세계 대전에 사용된 나치 독일의 군용 잠수함.

## 문화유산
- 대한민국의 국보 제273호: 초조본 유가사지론 권15
- 대한민국의 보물 제273호: 곡성 태안사 적인선사탑
- 대한민국의 사적 제273호: 부산 복천동 고분군

## 방송
- B tv의 미국 방송인 Smithsonian Channel 채널 번호.
- U+ TV의 GOODTV 채널 번호.

## 기타
- 연도: 273년, 기원전 273년
- 지진해일을 뜻하는 일본어 단어 ‘츠나미(つなみ, 쓰나미)’의 숫자 고로아와세.